# Ломовое (Липецкая область)
Ломовое — село Чаплыгинского района Липецкой области, административный центр Ломовского сельсовета.

## Географическое положение
Село расположено на берегу реки Ягодная Ряса в 7 км на северо-запад от райцентра города Чаплыгин.

## История
Ломовое в качестве села упоминается в окладных книгах 1676 года, где оно числится в Козловском уезде, в Слободском стану. При находившейся в селе церкви Богоявления Господня по окладным книгам значится двор попа Агапия и двор дьячка Тимошки. В приходе к той церкви: восемьдесят шесть дворов детей боярских, двадцать дворов бобыльских и всего сто восемь дворов. Богоявленская церковь первоначально находилась на берегу реки Рясы, затем перенесена была к Ряжской дороге, где и находилась до 1831 года. Каменная Богоявленская церковь с приделами Скорбященским и Флого-Лаврским начата постройкой в 1818 г., а окончена в 1828 г. Находящаяся в общей связи с церковью каменная колокольня начата постройкой в 1831 году, в том же году разобрана была и ветхая деревянная церковь и употреблена на обжигание кирпича для строющейся колокольни. 
В XIX — начале XX века село являлось центром Ломовской волости Раненбургского уезда Рязанской губернии. В 1906 году в селе было 371 дворов.
С 1928 года село являлось центром Ломовского сельсовета Раненбургского района Козловского округа Центрально-Чернозёмной области, с 1948 года — в составе Чаплыгинского района, с 1954 года — в составе Липецкой области.

## Население
| 1859 | 1897  | 1906  | 2010 |
| ---- | ----- | ----- | ---- |
| 2705 | ↗3498 | ↘2968 | ↘407 |

## Инфраструктура
В селе имеются филиал МБОУ СШ №1 им. Героя Советского Союза Кузнецова Н.А. г.Чаплыгина, детский сад, дом культуры, фельдшерско-акушерский пункт, отделение почтовой связи.